# Martin-Luther-Kirche (Aufenau)

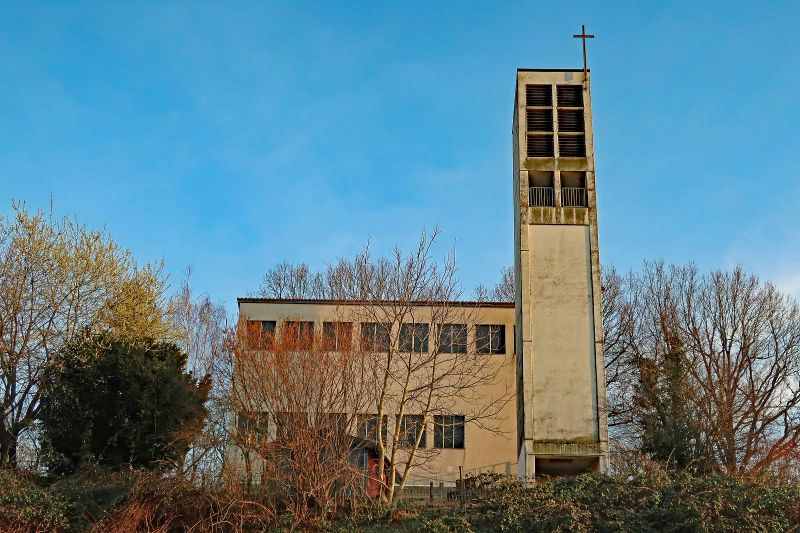
Außenansicht (2022)

Die evangelische Martin-Luther-Kirche war bis zu ihrer Entwidmung im Jahr 2023 die evangelische Kirche in Aufenau, einem Stadtteil von Wächtersbach im Main-Kinzig-Kreis (Hessen). Die evangelisch-lutherische Kirchengemeinde Aufenau war im Kirchenkreis Kinzigtal im Sprengel Hanau-Hersfeld der Evangelischen Kirche von Kurhessen-Waldeck.

## Geschichte
Die Geschichte der evangelischen Gemeinde in Aufenau reicht weit zurück. Über Jahrhunderte hinweg teilten sich Protestanten und Katholiken die im Ortskern befindliche Kirche, die heute als katholische Pfarrkirche genutzt wird. Diese Praxis des Simultaneums war in der Region nicht unüblich, führte aber oft zu Spannungen zwischen den Konfessionen.
Die Reformation erreichte Aufenau im 16. Jahrhundert. Wie in vielen Teilen Deutschlands war die konfessionelle Zugehörigkeit der Bevölkerung stark von den jeweiligen Landesherren abhängig. Auch in Aufenau gab es ein Hin und Her zwischen katholischer und evangelisch-lutherischer Konfession, das die Gläubigen über die Jahrhunderte erlebten.
Nach dem Zweiten Weltkrieg wuchs der Wunsch der evangelischen Gemeinde nach einem eigenen Gotteshaus. In den Jahren 1963 bis 1965 wurde die Martin-Luther-Kirche erbaut. Die Finanzierung erfolgte zu einem großen Teil durch Spenden der Gemeindemitglieder, was das starke Engagement und den Zusammenhalt der Gemeinde zu dieser Zeit verdeutlicht.
Am 1. Advent 1965 wurde die neue Kirche eingeweiht. Sie wurde nach Martin Luther benannt, dem Initiator der Reformation. Die Namensgebung unterstrich die lutherische Identität der Gemeinde. 1967/1968 wurde durch weitere Spendensammlungen eine zusätzliche Glocke angeschafft, die speziell dem Kindergottesdienst gewidmet war – ein Zeichen für die Bedeutung, welche die Gemeinde der religiösen Erziehung beimaß.
Zur Verbesserung der Lichtverhältnisse wurde im Jahr 1971 zusätzlich das charakteristische bunte Fensterband eingezogen. In den 1980er Jahren erfolgte eine Sanierung des Kirchturms, da dieser bereits nach ca. 20 Jahren einsturzgefährdet war, weswegen in dieser Zeit auch das Geläut stillgelegt werden musste. In 2004 wurde die Heizungsanlage erneuert, 2009 folgten die Fenster im Gemeindebereich. Trotz dieser Maßnahmen blieben grundlegende Sanierungsarbeiten aus, was zunehmend zu Problemen führte. Ab den 1990er Jahren bemühte sich die Gemeinde verstärkt um finanzielle Unterstützung für eine umfassende Renovierung. Ab dem Jahr 1996 wurden jährlich Baumittelanträge gestellt, die von der Landeskirche jedoch nicht bewilligt werden konnten.
Ab den 2010er Jahren machten sich demografischer Wandel und abnehmende Kirchenbindung bemerkbar. Die Zahl der Gottesdienstteilnehmer ging von durchschnittlich 35 auf 10 bis 20 Personen zurück. Gleichzeitig stiegen die Unterhaltskosten, insbesondere für Heizung und Grundstückspflege. Angesichts dieser Probleme begann der Kirchenvorstand über die Zukunft der Kirche zu diskutieren. Verschiedene Optionen wurden erwogen, darunter eine Komplettsanierung oder der Neubau eines kleineren Gemeindezentrums.
Nach langen Beratungen und in Abstimmung mit dem Kirchenkreis und der Landeskirche fiel die Entscheidung, die Kirche aufzugeben. Am 15. August 2023 – knapp 58 Jahre nach ihrer Einweihung – wurde die Martin-Luther-Kirche in einem Gottesdienst entwidmet. Die Pfarrstelle Aufenau wurde bereits zum 1. Januar 2023 aufgelöst.

## Architektur
Die Martin-Luther-Kirche wurde als modernes Kirchengebäude mit einem markanten, freistehenden Kirchturm errichtet. Sie verfügte über einen großen Kirchenraum sowie Gemeinderäume neben dem Kirchenraum und im Untergeschoss. Das rechteckige Gebäude stand auf einem Hanggrundstück und war über eine Brücke zu erreichen. Das Dach war schräg in Richtung Turm zulaufend.

## Ausstattung

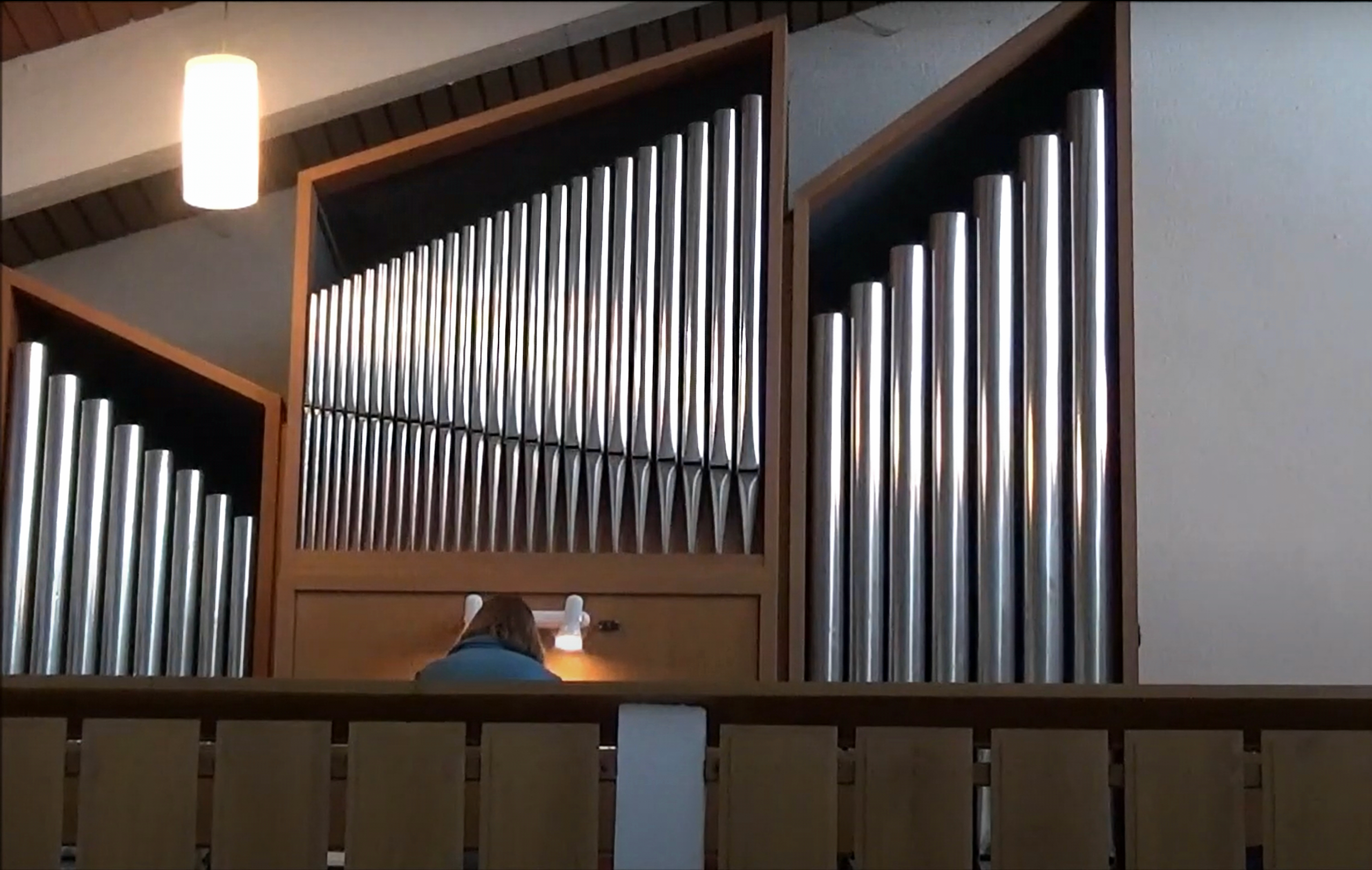
Bosch-Orgel (2015)

### Altarraum
Der Altar der Aufenauer Kirche bestand aus Sandstein und war mit Ornamenten verziert. Wie der hölzerne Ambo stand auch der Altar erhöht auf einer Stufe. Rechts neben dem Altar stand das Taufbecken. Ein Holzkreuz mit goldenen Elementen stand zusammen mit vier Kerzen auf dem Altar.

### Orgel
Die Orgel mit 10 Registern auf 2 Manualen und Pedal wurde im Jahr 1966 durch die Orgelbaufirma Werner Bosch aus Niestetal erbaut (Opus 425). In den Jahren 1994/1995 wurde die Mixtur durch Orgelbau Fischer + Krämer verändert und umintoniert. Nach der Entwidmung der Kirche wurde sie verkauft.
| I Hauptwerk C–f3 |    |
| Gedackt          | 8′ |
| Principal        | 4′ |
| Mixtur IV        | 2′ |

| II Seitenwerk C–f3 |       |
| Rohrflöte          | 8′    |
| Spitzflöte         | 4′    |
| Principal          | 2′    |
| Quinte             | 1 ⁄3′ |

| Pedal C–f1 |     |
| Subbaß     | 16′ |
| Oktavbaß   | 8′  |
| Choralbaß  | 4′  |

- Koppeln: II/I, I/P, II/P

## Glocken
Die Martin-Luther-Kirche beherbergte ein fünfstimmiges Bronzegeläut. Die ersten vier Glocken wurden 1965 zur Fertigstellung des Kirchenbaus von der Glockengießerei Rincker in Sinn gegossen. Nach der ursprünglichen Bestellung des Vierergeläuts führte Pfarrer Lauer aus Frankfurt am Main eine Vermessung der Glockenstube durch. Basierend auf seiner anschließenden Empfehlung entschied man sich 1968 für die Ergänzung des Geläuts um eine fünfte, kleinere Glocke. Diese wurde ebenfalls von der Glockengießerei Rincker hergestellt. Für diese Glocke wurden zur Eröffnungsfeier Spendengelder in der Evangelischen Kirchengemeinde gesammelt. Seither erklang vom Kirchturm ein fünfstimmiges Plenum in der Tonfolge des Dur-Sext-Westminster-Motivs. Alle fünf Glocken waren in einem Stahlglockenstuhl an Stahljochen aufgehängt.
Die Glocken wurden mittlerweile alle ausgebaut. Drei Glocken sind bereits verkauft, eine weitere wartet noch auf ihren neuen Besitzer. Die fünfte, kleinste Glocke wird eine neue Bestimmung auf dem Friedhof in Aufenau finden, wo sie weiterhin der Gemeinde dienen wird.
| Nr. | Name             | Gussjahr | Gießer, Gussort | Material | Durchmesser (mm) | Gewicht (kg) | Schlagton | Inschrift |
| --- | ---------------- | -------- | --------------- | -------- | ---------------- | ------------ | --------- | --- |
| 1   | Christusglocke   | 1965     | Rincker, Sinn   | Bronze   | 1125             | 820          | f′        | CHRISTUS SPRICHT: FÜRCHTE DICH NICHT! ICH BIN DER ERSTE UND DER LETZTE UND DER LEBENDIGE. OFFENBARUNG 1,17-18 |
| 2   | Betglocke        | 1965     | Rincker, Sinn   | Bronze   | 965              | 545          | as′       | NAHET EUCH ZU GOTT, SO NAHET ER SICH ZU EUCH. JAK. 4,8                                                        |
| 3   | Lutherglocke     | 1965     | Rincker, Sinn   | Bronze   | 805              | 330          | des″      | WIR ABER PREDIGEN DEN GEKREUZIGTEN CHRISTUS. 1. KOR. 1,23                                                     |
| 4   | Vaterunserglocke | 1965     | Rincker, Sinn   | Bronze   | 715              | 230          | es″       | GOTTES GABE ABER IST EWIGES LEBEN IN CHRISTUS JESUS, UNSEREM HERRN. RÖM. 6,23                                 |
| 5   | Kinderglocke     | 1968     | Rincker, Sinn   | Bronze   | 636              | 163          | f″        | LASSET DIE KINDLEIN ZU MIR KOMMEN + KINDERGOTTESDIENST 1967 - 68                                              |

## Zukunft
Das Kirchengebäude und das Grundstück wurden verkauft. Der Kirchturm wird voraussichtlich abgerissen werden. Ob das Kirchengebäude für eine Umnutzung als Wohnraum saniert oder ebenfalls abgerissen wird, stand zum Zeitpunkt der Entwidmung noch nicht fest.
Die sakralen Gegenstände wie Altarkreuz, Bibel, Abendmahlsgerät und Taufschale sollen in anderen Gemeinden weiterverwendet werden. Auch für die Orgel, Glocken und die Kirchenfenster wurde eine neue Verwendung gefunden oder wird teilweise noch gesucht.
Der Abschied von der Kirche war für viele Gemeindemitglieder sehr emotional, da das Gebäude fast 60 Jahre lang ein wichtiger Ort des Glaubens und der Gemeinschaft war. Mit der Entwidmung ging eine Ära zu Ende, aber die christliche Gemeinschaft vor Ort soll in anderer Form weiterbestehen.

## Kirchengemeinde
Die Kirche gehörte ursprünglich zur Evangelisch-Lutherischen Kirchengemeinde Aufenau mit den Ortsteilen Neudorf (Johanneskirche), Kassel (Emmauskirche), Wirtheim & Neuwirtheim. Nachdem bereits zum 31. Dezember 2022 die Pfarrstelle aufgelöst war, wurde zum 1. Januar 2024 auch die Gemeinde aufgelöst. Seit dem 1. Januar gehören die Biegergemünder Ortsteile Wirtheim, Neu-Wirtheim und Kassel zur evangelischen Kirchengemeinde im Biebergrund. Aufenau und Neudorf wurden der Evangelischen Kirchengemeinde Wächtersbach angegliedert.